# Platysoma coarctatum
Platysoma coarctatum är en skalbaggsart som beskrevs av J. E. Leconte 1844. Platysoma coarctatum ingår i släktet Platysoma och familjen stumpbaggar. Inga underarter finns listade i Catalogue of Life.